# سعيد بن مسفر
الشيخ سعيد بن مسفر القحطاني (1364هـ)، داعية إسلامي سعودي ولد في عام 1364 هـ بمدينة أبها في السعودية.

## نشأته
سعيد بن مسفر بن مفرح القحطاني نشأ في أسرة متواضعة حيث كان يعمل والده سحابة النهار في جلب الأحجار من الجبال المحيطة بمدينة أبها وبيعها للمواطنين لإقامة المباني بها، يحملها على بعير وحمار، وكان يقوم بهذا الدور سعيد بن مسفر القحطاني بدلا من والده بإيصال تلك الأحجار إلى أماكن بيعها.وكانت والدته تقوم بالمساعدة في إدارة شؤون الأسرة والقيام بالأعمال المنزلية وتربيته، وكان أسلوب التربية الذي مارسه الأهل أسلوبا مثالياً، وقال سعيد بن مسفر القحطاني: (علي الرغم من محدودية علمهم ومستواهما الثقافي إلا أنهما كانا على جانب كبير من الفهم والذكاء فيما يتعلق بالتربية، فكان والدي ووالدتي يحرصان على توجيهنا التوجيه السليم من ناحية العبادة والصلاة والأخلاق والسلوك والأمانة).

## حياته
- التحق بالمدرسة السعودية بأبها عام 1371هـ وكان متفوقاً في دراسته ولا يرضى بغير المراكز الأولى رغم صغر سنه، وكان من أصغر الطلاب وقتها، وكان تفوقه واضحاً في مادة الرياضيات، وسبب ذلك موقف تعرض لهُ وهو في السنة الثالثة الابتدائية، حين مدرس الرياضيات وهو الأستاذ جمال خورشيد- من أهل فلسطين- ألزم الطلاب بحفظ جدول الضرب إلى 4×10 وفي صباح اليوم التالي حضر سعيد بن مسفر القحطاني دون حفظ المطلوب مما عرضه للضرب، وفي اليوم التالي قام بتسميع المطلوب، وقدم له جائزة مالية سخية وهي ربع ريال، وكانت هذه الحادثة منعطفاً مؤثراً في حياته، علمته أهمية الجد والالتزام والقيام بما هو مطلوب إنجازه دون تأخير أو مماطلة.

## بدايته
بعد تخرجه من الابتدائية وحصولهِ على الشهادة الابتدائية عام 1376هـ كان مقرراً أن يلتحق بالمدرسة المتوسطة الوحيدة بمدينة أبها مع بقية زملائه وفي عام 1377هـ جرى افتتاح معهد إعداد المعلمين الابتدائي، والتحق معظم الطلاب به وفي بداية الدراسة في المعهد عاني كثيرا واستطاع التغلب على تلك الصعوبات، وتخرج بعدها وكان ضمن أول دفعة من المعهد، ليكون مساهما في التعليم في المنطقة، وبالتخرج من معهد إعداد المعلمين، بدأت رحلته في مجال العمل الوظيفي لذا واصل دراستهُ الليلة وحصلت على الكفاءة المتوسطة عام 1382هـ، وطلب العلم على يد الشيخ عبد الله بن عطا الأفغاني.
بعد ذلك في عام 1397هـ قررت جامعة الإمام محمد بن سعود الإسلامية افتتاح فرع لها بجامعة الجنوب، وسارع إلى التسجيل بها عن طريق الانتساب، وحصل فيها على شهادة ابكالوريوس في كلية الدعوة وأصول الدين ثم انتقل بعدها إلى مكة، لمواصلة دراسته العليا في جامعة أم القرى وقرر وقتها البقاء لصالح الدعوة.

## مؤهلاته العلمية
- حصل على بكالوريوس الشريعة من جامعة الإمام محمد بن سعود الإسلامية فرع الجنوب عام 1401 هـ.
- نال درجة الماجستير في العقيدة من جامعة أم القرى بمكة المكرمة عام 1415 هـ.
- حصل على الدكتوراه في العقيدة من جامعة أم القرى بمكة المكرمة عام 1418 هـ.

## أعماله
الشرائط
كان أول شريط لسعيد بن مسفر القحطاني عنوانه: (أشراط الساعة) وفيه استعرض أشراط الساعة الكبرى والصغرى، وقد انتشر انتشاراً بالغاً وصار له تأثير كبير
- أما الشريط الذي يعتبر نقلة نوعية في حياة الشيخ سعيد بن مسفر القحطاني هو شريط (عندما ينتحر العفاف) وكانت المكتبة السمعية تضم للشيخ سعيد بن مسفر القحطاني أكثر من 500 شريط،
الكتب
كان أول كتاب للشيخ سعيد بن المسفر القحطاني بعنوان: (صلاة الجماعة) وله من المؤلفات ما يزيد عن سبعة ومن المطويات ما يقارب أربعين مطوية.

## مشاركاته
بدأت في تلبية الدعوات التي وجهت له من عدة دول إسلامية، وزار معظمها منهم: (مصر - الكويت - الإمارات - البحرين) وتكررت زيارته بشكل سنوي وكانت المحاضرات بتلك الدول تشهد حضوراً كبيرا، ومنهم ففي المخيم الربيعي الذي أقيم بالكويت وشارك فيه الشيخ سعيد بن مسفر بإلقاء محاضرة، قدر الحضور من الرجال بأكثر من عشرين ألف رجل، وأكثر من خمسة آلاف امرأة ونفس الأمر تكرر في الإمارات والبحرين وقطر.
- تم دعوة الشيخ سعيد بن مسفر في بنجلاديش من الجمعية الخيرية الإسلامية للمشاركة في مؤتمر تفسير القرآن الكريم الذي يقام كل عام لخمسة أيام ويشارك فيه العلماء من أنحاء العالم، من أشهرهم الداعية دلوار حسين سعدي
- في عام 1414هـ شارك في مؤتمر الإعجاز العلمي بإندونيسيا وأمينها د.عبد الله المصلح.

## اعتقاله
كان الشيخ سعيد بن مسفر قد تم اعتقاله 1 نوفمبر 2018، ضمن حملة الاعتقالات السعودية التي طالت عددا من العلماء والدعاة والمفكرين والإعلاميين وذوي تخصصات أخرى مثل الاقتصاد والأدب.. انطلقت منتصف شهر سبتمبر الماضي، وتبعتها حملة اعتقالات طالت أمراء في الأسرة الحاكمة وبعدها نشر حساب “معتقلي الرأي” على تويتر، أنه تم الإفراج على الشيخ السعودي سعيد بن مسفر بعد شهرين من الاعتقال دون توضيح أو توجيه تهمة، منتقدا الطريقة الانتقائية التي تعتمدها السلطات في الإفراج عن بعض المعتقلين.

## وصلات خارجية
- دروس الشيخ سعيد بن مسفر من موقع طريق الإسلام.
- دروس الشيخ سعيد بن مسفر من موقع نداء الإسلام.
- جلسة سمر بين الشيخ سعيد بن مسفر وعائض القرني في الحج على يوتيوب.
- مقطع طريف للشيخ سعيد بن مسفر على يوتيوب.